# 6545 Leitus
6545 Leitus este o planetă minoră (asteroid), cu un diametru de 50,951 km, din Asteroid troian al lui Jupiter. A fost descoperită pe 5 octombrie 1986 la Instytut Astronomii⁠(d) de Milan Antal⁠(d) și a fost numită după Leitus⁠(d). 
Obiectul prezintă o orbită caracterizată de o semiaxă mare de 5,1493406 UAi, o excentricitate de 0,05, o înclinație de 11,9863 ° în raport cu ecliptica.